# Escobar de Polendos (kommunhuvudort)
Escobar de Polendos är en kommunhuvudort i Spanien.   Den ligger i provinsen Provincia de Segovia och regionen Kastilien och Leon, i den centrala delen av landet, 80 km norr om huvudstaden Madrid. Escobar de Polendos ligger 906 meter över havet och antalet invånare är 245.
Terrängen runt Escobar de Polendos är lite kuperad. Runt Escobar de Polendos är det mycket glesbefolkat, med 5 invånare per kvadratkilometer. Närmaste större samhälle är Segovia, 15,9 km söder om Escobar de Polendos. Trakten runt Escobar de Polendos består till största delen av jordbruksmark.